# Городокское братство
Городокское братство (братство при церкви Иоанна Крестителя) — религиозно-общественная организация православных русских (украинских) шляхтичей города Городок.

## История
В 1590 году Городокское братство приняло устав, в основе которого был устав Львовского братства. С 1592 по 1593 год выступало против произвола перемышльского православного епископа Михаила Копыстенского и городокского священника-наместника Григория Попеля, считавших братство еретическим.
Воздействие Городокского братства возросло настолько, что киевский митрополит Михаил Рогоза в 1593 году пригласил его членов к участию в Брестском православном соборе.
В 1611 году руководители братства Михаил Курилович, Гриц Маляр, Гриц Кунащик, Павел Захарчич, Иван Кравецкий возглавили выступление мещан за участие представителей украинского населения в магистрате. В течение XVII—XVIII веков Городокское братство содержало школу и госпиталь.
После Городокской битвы 1655 года между поляками и казаками город значительно пострадал. В результате османского нашествия 1672 года имущество братства вместе с городом существенно пострадало. После этого произошел упадок православного братства в городе. Совсем прекратило свое существование в начале 1690-х годов.